# Antonio Rodríguez Huéscar
Antonio Rodríguez Huéscar (Fuenllana, 13 de abril de 1912-Madrid, 29 de abril de 1990) fue un filósofo español, discípulo directo de José Ortega y Gasset y miembro de la llamada Escuela de Madrid.

## Biografía
Nacido en la localidad ciudadrealeña de Fuenllana el 13 de abril de 1912, estudió Filosofía en la Universidad de Madrid, teniendo por maestros a Ortega y Gasset, García Morente, José Gaos y Zubiri, entre otros. Se contó entre los estudiantes que —en el verano de 1933— realizaron el célebre crucero universitario por el Mediterráneo.
Es autor de diversos ensayos filosóficos profundamente inspirados en el ámbito de problemas e ideas planteados por Ortega y su filosofía de la razón vital, como la relación entre filosofía y vida, o entre novela y realidad (Con Ortega y otros escritos, 1964); de documentados y rigurosos estudios sobre la filosofía de su maestro, como Perspectiva y verdad (1966) y La innovación metafísica de Ortega (1982); de una serie de estudios introductorios a obras clásicas de la filosofía (Del amor platónico a la libertad, 1957) y de una novela (Vida con una diosa, 1955). Póstumamente se han publicado Semblanza de Ortega (1994) y la obra inacabada Éthos y logos (1996). De gran interés resulta su prólogo al Proslogion de San Anselmo (1953), así como El homo montielensis: la rebelión contra el tiempo (1958). 
La principal preocupación filosófica de Rodríguez Huéscar es dilucidar el problema del sentido ético de la verdad encerrado en la concepción orteguiana de la verdad como "coincidencia del hombre consigo mismo"; para lo cual tiene que abordar el esclarecimiento de las "categorías de la vida", que vendrían a sustituir a las antiguas categorías del ser tras la innovación metafísica que supone el método de la razón vital.
Falleció en Madrid el 29 de abril de 1990.